# サハトべに花

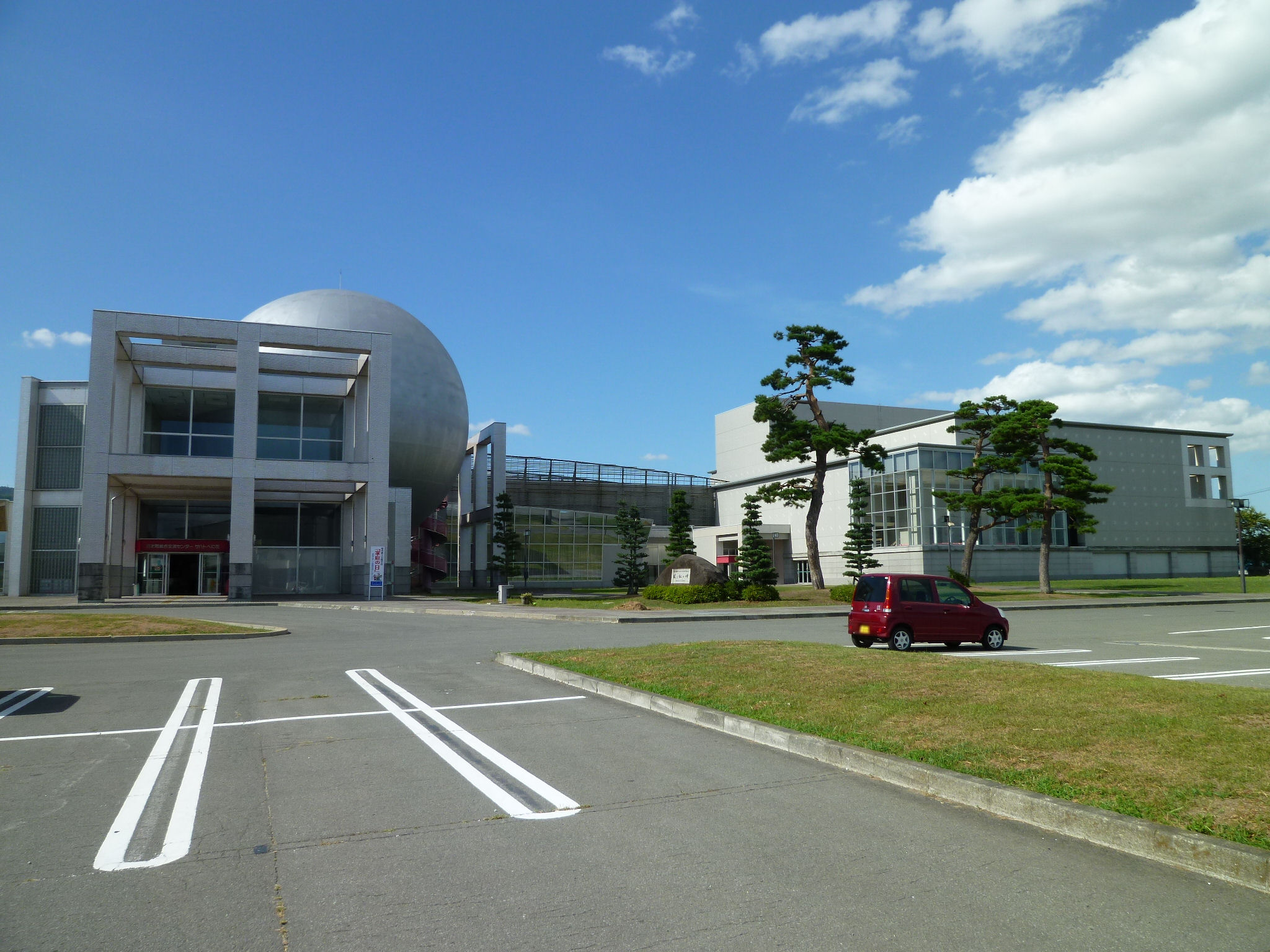
サハトべに花

サハトべに花（サハトべにばな）は、山形県西村山郡河北町にある総合交流センターである。1995年開館。正式名称は河北町総合交流センター。「サハト」とはアラビア語で広場という意味。

## 施設概要
- サハトべに花大ホール
- 楽屋A
- 楽屋B
- 和室
- 交流室
- 会議室
- 展示室
- 雛cafe
- 隣に町立中央図書館もある。
客席807席、様々な催しが行われる。NHK山形放送局『今夜はなまらナイト』“ファン”感謝イベントの会場としても使われた。
- 全天周劇場
ドームスクリーンに映し出す大型映像システム。132席あり、映画やオリジナル作品などが放映される。入場料が有料で、団体（20名以上）は予約が必要。他にも講演会など多目的施設として使われている。

## 開館時間

### サハトべに花
- 9:00～21:30

### 図書館
- 月・火・水・金曜日　9:00～19:00
- 土・日曜日　9:00～17:00

## 休館日

### サハトべに花
- 木曜日（祝日の場合は翌日）
- 年末年始（12月29日～1月3日）

### 図書館
- 木曜日（祝日の場合は翌日）
- 年末年始(12/29～1/3）
- 特別図書整理期間（9月中）

## 所在地
- 〒999-3513 山形県西村山郡河北町谷地所岡3丁目1-10